# String-Gruppe
Eine String-Gruppe ist in den mathematischen Teilgebieten der Algebraischen Topologie und Differentialtopologie eine topologische Gruppe, welche im Whitehead-Turm einer orthogonalen Gruppe auftaucht, also aus dieser durch Entfernung von Homotopiegruppen von unten entsteht. Die String-Gruppe ist darin die 3-zusammenhängende Überlagerung der einfach zusammenhängenden Spin-Gruppe und wird selbst von der 7-zusammenhängenden Fivebrane-Gruppe überlagert:
{\displaystyle \ldots \rightarrow \operatorname {Ninebrane} (n)\rightarrow \operatorname {Fivebrane} (n)\rightarrow \operatorname {String} (n)\rightarrow \operatorname {Spin} (n)\rightarrow \operatorname {SO} (n)\rightarrow \operatorname {O} (n).}
Üblicherweise wird die String-Gruppe erst ab {\displaystyle n\geq 5} betrachtet, da sich dann die entfernte Homotopiegruppe im Muster der Bott-Periodizität stabilisiert. String-Gruppen sind unendlichdimensional und daher insbesondere keine Lie-Gruppen, haben aber durch Kombination mit Höherer Kategorientheorie die Struktur von 2-Gruppen. Zudem ermöglichen String-Gruppen eine tangentiale Struktur, welche String-Struktur genannt wird. Ihre Benennung stammt von der Verwendung in der M-Theorie, einer gemeinsamen Verallgemeinerung von fünf Stringtheorien, insbesondere bei der Beschreibung von Strings.

## Definition
Im Whitehead-Turm eines topologischen Raumes {\displaystyle X} wird die {\displaystyle n}-fache Überlagerung auch als {\displaystyle X\langle n+1\rangle } bezeichnet. Mit dieser Notation sei:
{\displaystyle \operatorname {String} (n):=\operatorname {O} (n)\langle 4\rangle }
{\displaystyle \operatorname {String} :=\operatorname {O} \langle 4\rangle =\lim _{n\rightarrow \infty }\operatorname {String} (n)}
Da der klassifizierende Raum sämtliche Homotopiegruppen eins hinauf verschiebt ist hier insbesondere:
{\displaystyle \operatorname {BString} (n)=\operatorname {BO} (n)\langle 5\rangle }
{\displaystyle \operatorname {BString} =(\operatorname {BO} )\langle 5\rangle }
Da {\displaystyle \pi _{4}\operatorname {O} \cong \pi _{5}\operatorname {O} \cong \pi _{6}\operatorname {O} \cong 1} ist sogar:
{\displaystyle \operatorname {String} =\operatorname {O} \langle 5\rangle =\operatorname {O} \langle 6\rangle =\operatorname {O} \langle 7\rangle ;}
{\displaystyle \operatorname {BString} =(\operatorname {BO} )\langle 6\rangle =(\operatorname {BO} )\langle 7\rangle =(\operatorname {BO} )\langle 8\rangle .}
Ganz allgemein sind in Whitehead-Türmen sämtliche Abbildungen jeweils Faserbündel mit Eilenberg-MacLane-Räumen als Fasern, nämlich genau für die entfernte Homotopiegruppe in genau einem Grad weniger. Im Fall der String-Gruppe und der nächstniedrigeren Gruppe im Whitehead-Turm, nämlich der Spin-Gruppe, ergeben sich zusätzlich mit Anwendung des klassifizierenden Raumes, welche den Grad des Eilenberg-MacLane-Raumes einen Grad hinauf schiebt, sowie der Komplexifizierung im stabilen Fall die Faserbündel:
{\displaystyle K(\mathbb {Z} ,2)\rightarrow \operatorname {String} \rightarrow \operatorname {Spin} ;}
{\displaystyle K(\mathbb {Z} ,3)\rightarrow \operatorname {BString} \rightarrow \operatorname {BSpin} ;}
{\displaystyle K(\mathbb {Z} ,3)\rightarrow (\operatorname {BU} )\langle 6\rangle \rightarrow \operatorname {BSU} =(\operatorname {BU} )\langle 4\rangle .}
In der ersten Sequenz kann insbesondere der unendlich komplexe projektive Raum {\displaystyle \mathbb {C} P^{\infty }} als Modell für den Eilenberg-MacLane-Raum {\displaystyle K(\mathbb {Z} ,2)} eingesetzt werden. Da dieser unendlichdimensional ist, ist es folglich auch die String-Gruppe.